# Jonathan Vila
Jonathan Vila Pereira (* 6. März 1986 in Porriño) ist ein ehemaliger spanischer Fußballspieler, der auch in Israel und Indien spielte.

## Karriere
Nachdem Jonathan Vila bereits mit 18 Jahren den Sprung in die erste Mannschaft von Celta Vigo geschafft hatte, bekam er dort in den ersten Jahren unregelmäßig seine Einsatzchancen, spielte jedoch überwiegend in der B-Mannschaft. In der Saison 2006/07 kam er auf sieben Einsätze in der Primera División, musste mit Celta allerdings den Abstieg in die Segunda División hinnehmen. Die folgenden Jahre spielte er mit Celta Vigo in der zweiten spanischen Liga und schaffte 2011/12 die Rückkehr in die Primera División. Nache mehreren Wechseln beendete er 2021  seine aktive Karriere bei Coruxo  FC.